# مايكل كريستوفر
مايكل كريستوفر (بالإنجليزية: Michael Cristofer)‏ مواليد 22 يناير 1945 في ترنتون، الولايات المتحدة، هو ممثل وكاتب مسرحي وكاتب سيناريو أمريكي.

## الأعمال

### أفلام
- طارد الأرواح الشريرة (1973)
- موت قاسي مع انتقام (1995) (بدور: بيل جارفيس)

### مسلسلات
- كارل ساندبيرغ (1974)
- غان سموك (1974) (بدور: بن)
- سوتس (2012) (بدور: بول)
- راي دونوفان (2013)
- الإبتدائية (2014)
- السيد روبوت (2015) (بدور: فيليب برايس)

## الجوائز
- جائزة بوليتزر عن فئة الدراما
- جائزة المسرح العالمي

## روابط خارجية
- مايكل كريستوفر على موقع IMDb (الإنجليزية)
- مايكل كريستوفر على موقع ألو سيني (الفرنسية)
- مايكل كريستوفر على موقع ميوزك برينز (الإنجليزية)
- مايكل كريستوفر على موقع أول موفي (الإنجليزية)
- مايكل كريستوفر على موقع قاعدة بيانات برودواي على الإنترنت (الإنجليزية)
- مايكل كريستوفر على موقع قاعدة بيانات الأفلام السويدية (السويدية)
- مايكل كريستوفر على موقع إن إن دي بي (الإنجليزية)
- مايكل كريستوفر على موقع قاعدة بيانات الفيلم (الإنجليزية)
- مايكل كريستوفر على موقع كينوبويسك (الروسية)